# 엘레크 일로너
엘레크 일로너(헝가리어: Elek Ilona, 1907년 5월 17일 ~ 1988년 7월 24일)는 헝가리의 펜싱 선수이며, 다른 여성 선수들보다 더 많은 국제 펜싱 타이틀을 우승하였다.
부다페스트에서 태어나 5번이나 국내 플뢰레 종목 타이틀(1946~47, 1949~50, 1952)을 우승한 엘레크는 세계 선수권 대회에서 가장 성공적이었으며, 3회의 개인 플뢰레 타이틀(1934, 1935, 1951)을 우승하면서 1937년과 1954년에 은메달, 1955년에는 동메달을 획득하였다.
엘레크는 올림픽에서 개인 플뢰레 2연승을 한 첫 여성 선수였다. 1936년 베를린 올림픽에서 첫 금메달을 획득하여 헝가리 여성 최초의 금메달리스트가 되었다. 유대인인 그녀는 결승전에서 나치에 의하여 독일을 대표하는 데 허락된 유대인 선수들 중의 하나인 헬렌 마이어를 꺾었다. 동메달은 오스트리아의 유대인 선수 엘렌 프라이스에게 갔다.
제2차 세계 대전으로 1940년과 1944년 올림픽이 열리지 않자, 전쟁이 끝난 3년 후에 런던 올림픽에 41세의 나이로 돌아온 엘레크는 그 경기에서 한 종목을 2연승한 단 두명의 여성 선수들 중의 하나였다. 오스트리아의 프라이스는 다시 3위를 하였다. 1952년 헬싱키 올림픽에도 돌아와 3연승을 꿈꾸었지만, 2위에 그쳤다. 81세의 나이로 부다페스트에서 사망하였다.